# فرناندو غارسيا بونس
فرناندو غارسيا بونس (بالإسبانية: Fernando García Ponce)‏ هو رسام مكسيكي، ولد في 1933، وتوفي في 1987.